# Milton Raison
Pour les articles homonymes, voir Raison (homonymie).
Milton Raison est un scénariste et réalisateur américain, né le 30 août 1903 à Viatka (Empire russe), mort le 20 janvier 1982  à North Hollywood (Californie).

## Filmographie
- 1933 : Air Hostess (en)
- 1934 : Strictly Dynamite
- 1935 : Code of the Mounted
- 1936 : Country Gentlemen'
- 1937 : Le Fantôme du cirque (The Shadow)
- 1938 : Undercover Agent
- 1938 : Mis dos amores
- 1939 : Celui qui avait tué la mort (The Man They Could Not Hang )
- 1939 : Girl from Rio (en)
- 1940 : West of Carson City
- 1940 : Murder on the Yukon (en)
- 1941 : Double Cross (en) d'Albert H. Kelley
- 1942 : Rolling Down the Great Divide
- 1942 : Lady from Chungking
- 1943 : Bombs Over Burma
- 1943 : The Renegades
- 1943 : Bombs Where Are Your Children?
- 1944 : The Sultan's Daughter
- 1944 : Wild Horse Phantom
- 1945 : His Brother's Ghost
- 1945 : High Powered
- 1945 : Border Badmen
- 1945 : L'Espoir de vivre (Forever Yours)
- 1945 : Le Cobra de Shanghaï (The Shanghai Cobra)
- 1946 : Terrors on Horseback
- 1946 : The Mysterious Mr. Valentine (en)
- 1947 : Spoilers of the North
- 1947 : Web of Danger
- 1948 : Mr. Reckless
- 1948 : Speed to Spare
- 1948 : Big Town Scandal
- 1949 : Dynamite
- 1949 : State Department: File 649
- 1951 : Street Bandits
- 1952 : Old Oklahoma Plains (it)
- 1953 : Old Overland Trail (it)
- 1953 : The Homesteaders

- 1954-1955 : Histoires du siècle dernier (Stories of the Century, série TV)
- 1955 : Dateline: Disneyland (TV)